# Eduard Martín-Borregón
Eduard Martín-Borregón (Terrassa, 1984) és periodista. Pioner en periodisme de dades a Catalunya. Conjuntament amb el seu germà, David Martín-Borregón, i Arnau Udina van crear Data’n’Press, empresa responsable del Mapa del Sobiranisme i el Tuitòmetre de Vilaweb, La Mercè geolocalitzada Arxivat 2015-02-03 a Wayback Machine. d’El Periódico de Catalunya i la web twitterencatala.org Arxivat 2015-04-06 a Wayback Machine.. Aquesta última permet fer el recompte d'usuaris que estan usant el català en la interfície de la xarxa de microblogging. Promou aquesta disciplina que barreja periodisme i informàtica a través del Grup de Periodisme de Dades de l'Open Knowledge Foundation, en què també participa la periodista Karma Peiró. Aquest grup organitza conferències, tallers i expedicions de dades per afavorir la trobada de periodistes, desenvolupadors i dissenyadors. Eduard Martín-Borregón també va ser el primer a finançar un projecte periodístic a través de Verkami, 5x55Terrassa, i va ser un dels organitzadors de la trobada de tuitares TerrassaNTweets, de la que es van celebrar 5 edicions.